# Jorge Agostini
Jorge Agostini Villasana (Mayarí, 5 febbraio 1910 – L'Avana, 9 giugno 1955) è stato uno schermidore e rivoluzionario cubano.

## Biografia
Ha partecipato ai Giochi della XIV Olimpiade di Londra nel 1948.
Nel 1950 si unì alle forze rivoluzionarie per il rovesciamento del governo di Fulgencio Batista. Costretto all'esilio, ma segretamente rientrato a Cuba, verrà scoperto ed assassinato il 9 giugno 1955.

## Palmarès
In carriera ha conseguito i seguenti risultati:
- Giochi Panamericani:

Buenos Aires 1951: bronzo nella sciabola a squadre e nel fioretto a squadre.